# Gran Premi di automobilismo 1949
La Stagione di Formula 1 1949 fu la 4ª della Formula Grand Prix dopo la II guerra mondiale, la seconda con la nuova denominazione di Formula 1 e fu anche l'ultima prima dell'avvento del campionato mondiale di Formula 1. Non essendo un campionato, ma una stagione suddivisa in Gran Premi, non vi è una classifica con punteggi assegnati ai piloti.

## Gran Premi della stagione

### Grandi Gran Premi
| Nome                         | Circuito          | Data         | Pole position   | Giro Veloce     | Pilota Vincitore     | Squadra Vincitrice | Resoconto |
| ---------------------------- | ----------------- | ------------ | --------------- | --------------- | -------------------- | ------------------ | --------- |
| Gran Premio di Gran Bretagna | Silverstone       | 15 maggio    | Luigi Villoresi | B. Bira         | Toulo de Graffenried | Maserati           | Resoconto |
| Gran Premio del Belgio       | Spa-Francorchamps | 19 giugno    | Luigi Villoresi | Giuseppe Farina | Louis Rosier         | Talbot-Lago-Talbot | Resoconto |
| Gran Premio di Svizzera      | Bremgarten        | 3 luglio     | Giuseppe Farina | Giuseppe Farina | Alberto Ascari       | Ferrari            | Resoconto |
| Gran Premio di Francia       | Reims             | 17 luglio    | Luigi Villoresi | Peter Whitehead | Louis Chiron         | Talbot-Lago-Talbot | Resoconto |
| Gran Premio d'Italia         | Monza             | 11 settembre | Alberto Ascari  | Alberto Ascari  | Alberto Ascari       | Ferrari            | Resoconto |

### Altri Gran Premi
| Nome                                 | Circuito        | Data         | Pilota Vincitore     | Squadra Vincitrice | Resoconto |
| ------------------------------------ | --------------- | ------------ | -------------------- | ------------------ | --------- |
| Gran Premio di San Remo              | San Remo        | 3 aprile     | Juan Manuel Fangio   | Maserati           | Resoconto |
| Gran Premio di Pau                   | Pau             | 18 aprile    | Juan Manuel Fangio   | Maserati           | Resoconto |
| Richmond Trophy                      | Goodwood        | 18 aprile    | Reg Parnell          | Maserati           | Resoconto |
| Gran Premio di Parigi                | Linas-Montlhéry | 24 aprile    | Philippe Étancelin   | Talbot-Lago        | Resoconto |
| Jersey Road Race                     | St Helier       | 28 aprile    | Bob Gerard           | ERA                | Resoconto |
| Gran Premio di Roussillon            | Perpignano      | 8 maggio     | Juan Manuel Fangio   | Maserati           | Resoconto |
| Gran Premio di Marsiglia             | Marsiglia       | 14 maggio    | Juan Manuel Fangio   | Simca Gordini      | Resoconto |
| Gran Premio della Svizzera orientale | Erlen           | 22 maggio    | Toulo de Graffenried | Maserati           | Resoconto |
| British Empire Trophy                | Douglas         | 26 maggio    | Bob Gerard           | ERA                | Resoconto |
| Gran Premio delle frontiere          | Chimay          | 5 giugno     | Guy Mairesse         | Talbot-Lago        | Resoconto |
| Gran Premio di Albi                  | Albi            | 10 luglio    | Juan Manuel Fangio   | Maserati           | Resoconto |
| Gran Premio di Zandvoort             | Zandvoort       | 31 luglio    | Gigi Villoresi       | Ferrari            | Resoconto |
| BRDC International Trophy            | Silverstone     | 20 agosto    | Alberto Ascari       | Ferrari            | Resoconto |
| Gran Premio di Losanna               | Losanna         | 27 agosto    | Nino Farina          | Maserati           | Resoconto |
| Goodwood Trophy                      | Goodwood        | 17 settembre | Reg Parnell          | Maserati           | Resoconto |
| Gran Premio di Cecoslovacchia        | Brno            | 25 settembre | Peter Whitehead      | Ferrari            | Resoconto |
| Gran Premio di Salon                 | Montlhéry       | 9 ottobre    | Raymond Sommer       | Talbot-Lago        | Resoconto |